# Keenan Cahill
Pour les articles homonymes, voir Cahill.
Keenan Cahill, né le 20 mars 1995 à Elmhurst dans l'Illinois (États-Unis) et mort le 29 décembre 2022 dans un hôpital de Chicago des suites d'une opération chirurgicale à cœur ouvert, suivie de complications, est un vidéaste web américain devenu célèbre grâce à ses vidéos YouTube. Atteint de la maladie de Maroteaux-Lamy, il a rencontré le succès en postant des vidéos où il reprend les chansons des artistes du moment sous forme de playbacks complétés de mimiques.

## Succès
Keenan Cahill s'est fait connaître en postant une première vidéo le 28 août 2010 où il effectue un playback sur la chanson Teenage Dream de Katy Perry. Rapidement, des artistes s'intéressent à lui et deux mois après cette première prestation, 50 Cent fait une apparition sur une de ses vidéos. Ce premier invité sera suivi par David Guetta, LMFAO et bien d'autres. Ce succès sur internet lui ouvrira de nouvelles perspectives, avec notamment quelques participations dans plusieurs publicités et émissions de télévision.

## Controverse
Son succès, parti d'un buzz internet, est, depuis la mi-2011, critiqué par une partie des médias français pour avoir perdu la spontanéité de ses débuts et s'être transformé en outil de communication,.